# Doxey
Doxey – wieś w Anglii, w hrabstwie Staffordshire, w dystrykcie Stafford. Leży 2 km na zachód od miasta Stafford i 200 km na północny zachód od Londynu. Miejscowość liczy ok. 2500 mieszkańców.